# Heringyra
Heringyra is een geslacht van vlinders van de familie slakrupsvlinders (Limacodidae).

## Soorten
- H. hannemanni Viette, 1980
- H. rectestrigata (Hering, 1957)
- H. schroederi Viette, 1980